# Marthinus Theunis Steyn
Pour les articles homonymes, voir Steyn.
Martinus (Marthinus) Theunis Steyn (2 octobre 1857 - 28 novembre 1916) est un homme politique d'Afrique du Sud et le dernier président de l'État libre d'Orange de 1896 à 1902.

## Origines et études
Marthinus Steyn est né à Winburg dans l'ex-État libre d'Orange, quatrième d'une famille de onze enfants. 
Il grandit sur la ferme familiale de Zuurfontein au nord de Bloemfontein et suit sa scolarité au collège Grey. 
À partir de 1877, il fait ses études de droit aux Pays-Bas.
De retour en Afrique du Sud, Steyn s'inscrit au barreau  de Bloemfontein et épouse en mars 1887 Rachel Isabella (Tibbie) Fraser, la fille d'un pasteur de Philippolos. 
En 1897, il achète sa ferme familiale, Onze Rust.

## Carrière judiciaire
En 1889, Marthinus Theunis Steyn est nommé procureur général de la république boer. 
En 1893, il atteint le rang le plus gradé de la justice en tant que juge à la Haute Cour. 

## Carrière politique
En 1895, après la démission du président Francis William Reitz, Steyn est candidat à la présidence sous les couleurs du parti pro-néerlandais. Il est élu en février 1896 président de l'État libre d'Orange. 

### La guerre des Boers

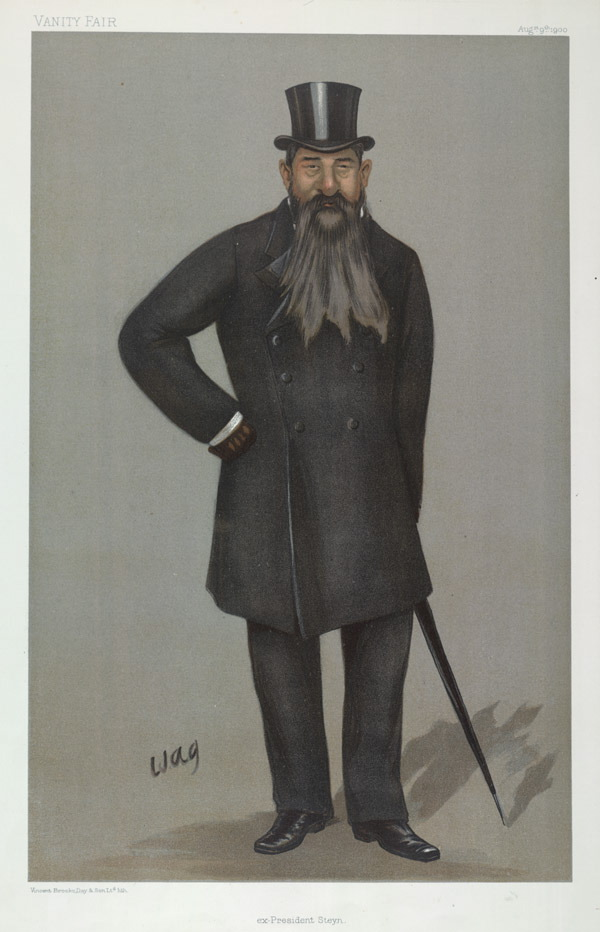
Représentation du président Steyn en 1900 dans Vanity Fair.

En 1899, il tente une médiation entre Paul Kruger, le président du Transvaal et Lord Alfred Milner, le gouverneur du Cap et haut commissaire britannique à l'Afrique du Sud. L'échec de cette médiation précède le début des hostilités qui entrainent l'État libre d'Orange et sa république sœur du Transvaal dans la deuxième Guerre des Boers contre le Royaume-Uni. 
Après la chute de Bloemfontein en 1900, le gouvernement de Steyn entre en résistance et participe à la levée de la guérilla. 
En avril 1902, Steyn participe aux pré-négociations de paix de Klerksdorp mais malade, il ne se rend pas à Pretoria pour signer le traité de paix le 31 mai 1902, laissant le général Christiaan de Wet représenter l'État libre d'Orange. 
De juillet 1902 à l'automne 1904, Steyn est en Europe, où il recouvre la santé. 
Après avoir prêté serment à la couronne britannique, il revient en Afrique du Sud.

## L'un des fondateurs de l'Union Sud-Africaine
En 1908-1909, il est vice-président de la convention préparatoire aux travaux constitutionnels sur la création de l'Union de l'Afrique du Sud. 
Il se retire ensuite dans sa ferme, Onze Rust, près de Bloemfontein, avec sa femme Tibbie et ses enfants. Il soutient encore James Barry Hertzog et la création du Parti national en 1914 puis meurt le 28 novembre 1916 à Bloemfontein. Il est enterré au pied du monument national dédié aux veuves et orphelins de la Guerre des Boers près de Bloemfontein, le Nasionale Vrouemonument.

## Héritage familial

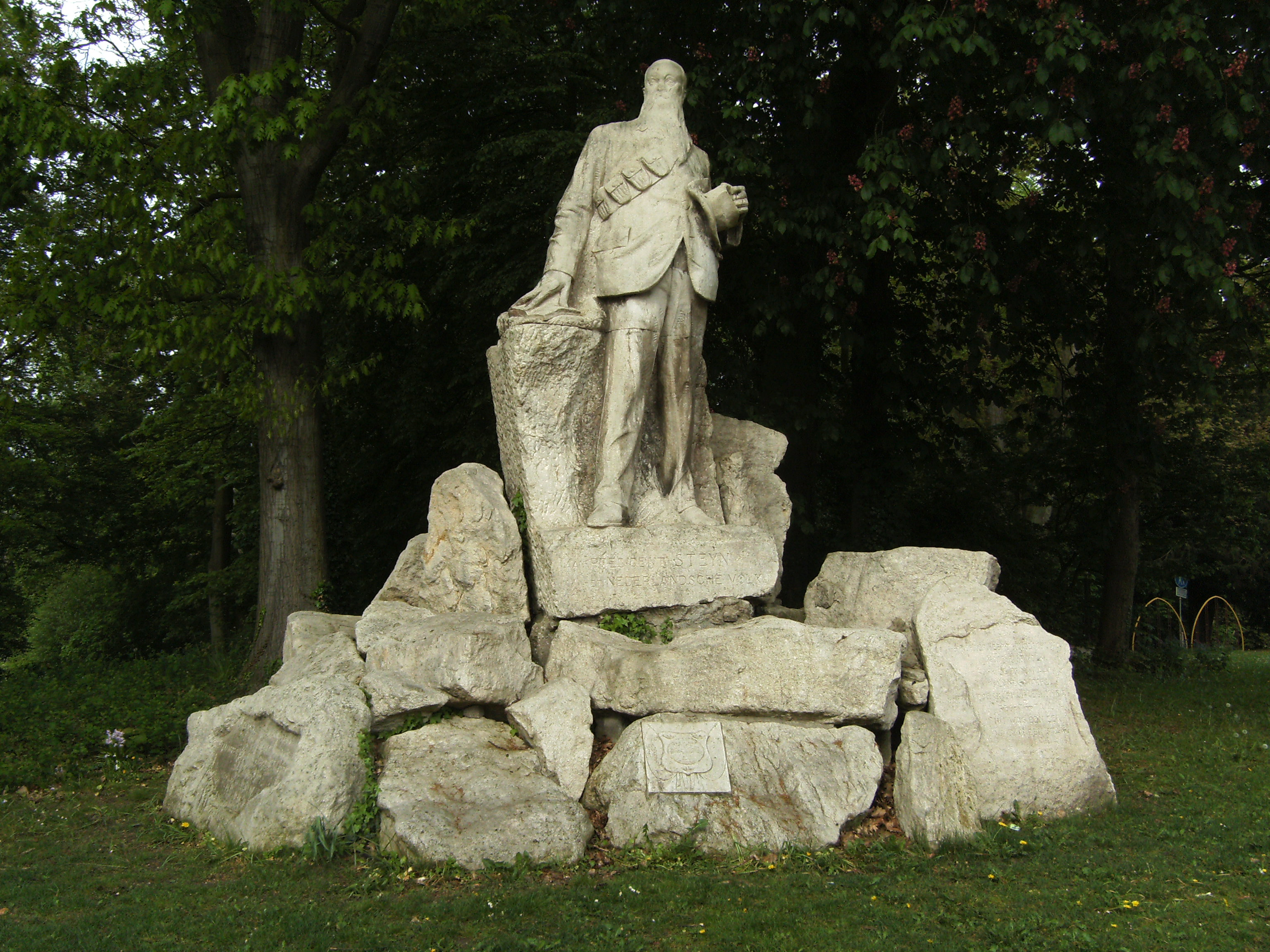
Statue de Marthinus Steyn à Deventer aux Pays-Bas.

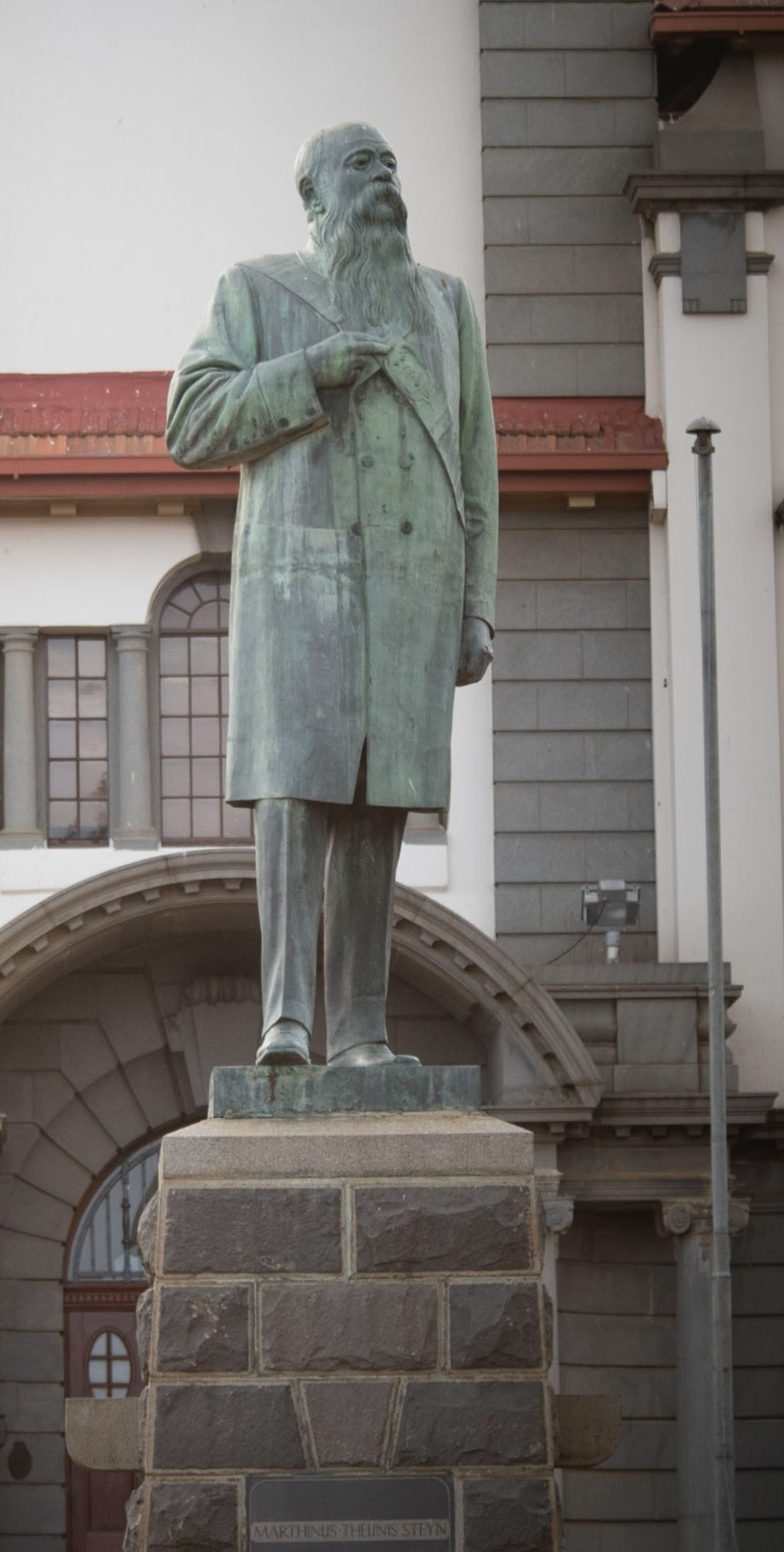
Statue de Martinus Theunis Steyn à Bloemfontein.

Son épouse Tibbie lui survit jusqu'en 1955. 
Son fils Colin Fraser Steyn sera partisan de Jan Smuts durant la Seconde Guerre mondiale et son ministre de la justice dans son cabinet de guerre. L'ainé des fils de Colin Steyn, Marthinus Theunis Steyn, deviendra  avocat en 1948, administrateur général du Sud-Ouest africain en 1977 et juge à la Cour d'Appel de Bloemfontein en 1988. Son fils Colin sera aussi avocat et héritera de la ferme familiale de Onze Rust.
Sa fille, Gladys Steyn (1890-1989), sera la première sud-africaine à obtenir un diplôme d'avocat en 1926. 
Sa fille Isabella Gordon Tibbie Steyn (1895-1993) épousera Nicolaas Johannes van der Merwe (1888-1940), un avocat, homme politique et intellectuel sud-africain, chef du parti national dans l'état libre d'Orange de 1934 à 1940. Theuns Stofberg, leur petit fils (et arrière petit-fils de Marthinus Steyn) sera capitaine de rugby de l'équipe des Springboks.